# Francisco Tárrega
Francisco de Asís Tárrega Eixea (Vila-real, 21 de novembro de 1852 — Barcelona, 15 de dezembro de 1909) foi um importante violonista espanhol que revolucionou a composição para violão.
Tárrega também teve suas habilidades musicais questionadas quando defendeu uma metodologia diferente da que era usada em sua época. Segundo ele, o toque realizado pela mão direita no violão deveria ser feita num ângulo de 90º, e com a parte "macia" do dedo, ou seja, a unha não deveria ser utilizada. Tárrega justificava essa metodologia afirmando que o toque do dedo "nu" causava uma sensação  de maior "controle emocional" e técnico da obra em execução.
Sua mais famosa canção não é conhecida integralmente pela maioria das pessoas, entretanto, todos já ouviram um pedaço. Trata-se da "Gran Vals" (Grande Valsa) que é o toque padrão da empresa de telefonia celular Nokia.
Foi professor da virtuosa violonista espanhola, Josefina Robledo Gallego.